# 黒いダイヤモンド
『黒いダイヤモンド』（くろいダイヤモンド、原題 仏: Les Indes noires ）は、1877年に刊行されたジュール・ヴェルヌの冒険小説。

## 概要
地下世界を扱った作品で、ヴェルヌとエッツェルの意見の相違によって、英語版では『洞窟の孤児』、『地下の都市』の2通りの訳題がある。石炭をめぐる『白鯨』的博物学小説で、19世紀のイギリスの炭鉱文化を今に伝える。

## あらすじ
10年前に閉鎖されたスコットランドのアバーフォイル炭坑で、かつて監督をしていた技師ジェイムズ・スターのもとに、かつて坑夫頭を務めていたサイモン・フォードから炭鉱まで来て欲しいという謎めいた1通の手紙が届く。ところがその後、それと相反する内容の手紙が届いて謎が深まる。

## 登場人物

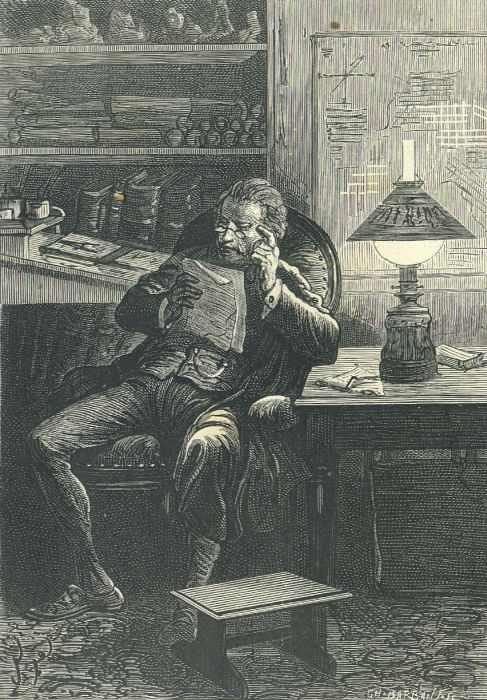
ジェイムズ・スター

- ジェイムズ・スター (James Starr) - 10年前までアバーフォイル炭坑の監督をしていた元技師。
- サイモン・フォード (Simon Ford) - かつて坑夫頭をしていた老人で、現在も新しい鉱脈の探索を継続する。
- ネル (Nell) - 身寄りのない少女でハリーに助けられる。
- シルファックス (Silfax) - 炭坑で爆発ガスを監視する仕事をしていた。
- ハリー (Harry Ford) - サイモンの一人息子。
- ジャック・ライアン (Jack Ryan) - ハリーの幼なじみ。
- マッジ (Madge Ford) - サイモンの妻。

## 日本語訳
- 『黒いダイヤモンド』塩谷太郎（抄訳）、偕成社、1968年
- 『黒いダイヤモンド』新庄嘉章（完訳）、集英社、1969年／文遊社、2013年 - 原書挿絵を収録